# Bernardo II di Tolosa
Bernardo detto il Vitello (... – 874) fu conte di Tolosa, dall'864, di Rouergue e di Limoges, dall'865 alla morte.

## Origine
Figlio primogenito del conte di Quercy, conte di Tolosa e conte di Rouergue, Raimondo I (ca. 820-† ca. 865) e di Berta (come risulta dal documento n° 164 del 21 aprile 865 delle Preuves de l'Histoire Générale de Languedoc, in cui la moglie Berta assieme al figlio, Bernardo, fecero una donazione per l'anima rispettivamente del marito e del padre, Raimondo), figlia di Remigio e Arsenda (come risulta dal documento n° 203 del 6 aprile 883 delle Preuves de l'Histoire Générale de Languedoc, in cui Berta, assieme ai figli Fulcoaldo e Oddone, fece una donazione per l'anima di suo padre, Remigio, e sua madre, Arsenda il marito Raimondo ed il figlio, Bernardo).

## Biografia
Nell'862, Bernardo assieme al padre Raimondo I fondarono il monastero di Vabres, come risulta dal documento CCXXX, datato 21 giugno 870, del tomus VIII delle Rerum Gallicarum et Francicarum Scriptores
Ancora nell'862, il re dei Franchi occidentali e re d'Aquitania, Carlo il Calvo, ritenendo che il conte di Barcellona e duca di Settimania, Unifredo, fosse a capo della ribellione che era esplosa in Aquitania, il 19 agosto, lo depose da tutti i suoi titoli.
Unifredo non accettò ed in quello stesso anno attaccò la contea di Tolosa, che era leale al re Carlo il Calvo, e secondo gli Annales Bertiniani, all'inizio dell'863, spodestò il padre di Bernardo, il conte Raimondo, che poi, tra l'864 e l'865, comunque prima del 17 aprile 865 (come risulta dal documento n° XC del 21 aprile 865 delle Preuves de l'Histoire Générale de Languedoc, in cui la moglie Berta assieme al figlio, Bernardo, fecero una donazione per l'anima rispettivamente del marito e del padre, Raimondo), perse la vita nel tentativo di riprendersi la contea.
A seguito della morte del padre, Bernardo gli subentrò nel titolo di conte di Rouergue.
Tra la fine dell'864 e l'865, Carlo il Calvo, ripreso il controllo sia in Aquitania che in Settimania, procedette alla ridistribuzione dei titoli e dei domini dei rivoltosi.
E ancora secondo gli Annales Bertiniani Unifredo, nell'864, abbandonate sia Tolosa che la Gotia, passando per la Provenza, si rifugiò in Italia.
A seguito della fuga di Unifredo in Italia, Bernardo ricevette le contee di Tolosa e Limoges.
Nell'868, negli Annales Bertiniani, Bernardo viene citato come marchese di Tolosa, assieme agli altri due Bernardi (Bernardo di Gotia e Bernardo, detto Piede di Velluto).
Secondo lo storico catalano, Ramón de Abadal y de Vinyals, Bernardo, definito conte e marchese fu attivo nella contea di Tolosa, facendo una donazione, nel luglio dell'871.
in quello stesso anno, nel mese di agosto, Bernardo, citato come conte di Tolosa, presiedette un giudizio, come risulta dal documento n° 178 delle Preuves de l'Histoire Générale de Languedoc.
Tra l'871 e l'872, Bernardo ottenne anche i titoli di conte di Carcassonne e di Rodez.
Nell'874 Bernardo fu assassinato, molto probabilmente da un vassallo di Bernardo Piede di Velluto, che gli subentrò nei titoli di conte di Tolosa e di Limoges. La contea di Rouergue invece andò a suo fratello, Oddone.
Dal documento n° 203 del 6 aprile 883 delle Preuves de l'Histoire Générale de Languedoc, si viene a conoscenza che sua madre, Berta, assieme ai fratelli Fulcoaldo e Oddone, fece una donazione anche per l'anima di Bernardo II.
Bernardo venne ancora ricordato dai fratelli, Oddone e Ariberto come risulta dal documento n° XI del Cartoulaires de l'abbaye de Beaulieu.

## Discendenza
Di Bernardo non si conosce né il nome della moglie né alcuna discendenza.

## Ascendenza
|                       |         |           | Genitori |  |  | Nonni                |  |  | Bisnonni               |  |
|                       |         |           |          |  |  | Foucault di Rouergue |  |  | Giselberto di Rouergue |  |
|                       |         |           |          |  |  | Foucault di Rouergue |  |  | Giselberto di Rouergue |  |
|                       |         | …         |          |  |  | Foucault di Rouergue |  |  |                        |  |
| Raimondo I di Tolosa  |         |           |          |  |  | Foucault di Rouergue |  |  |                        |  |
|                       |         | Senegonda | …        |  |  |                      |  |  |                        |  |
|                       |         | Senegonda | …        |  |  |                      |  |  |                        |  |
|                       |         | Senegonda | …        |  |  |                      |  |  |                        |  |
| Bernardo II di Tolosa |         | Senegonda |          |  |  |                      |  |  |                        |  |
|                       | Remigio | …         |          |  |  |                      |  |  |                        |  |
|                       | Remigio | …         |          |  |  |                      |  |  |                        |  |
|                       | Remigio | …         |          |  |  |                      |  |  |                        |  |
| Berta                 | Remigio |           |          |  |  |                      |  |  |                        |  |
|                       |         | Arsenda   | …        |  |  |                      |  |  |                        |  |
|                       |         | Arsenda   | …        |  |  |                      |  |  |                        |  |
|                       |         | Arsenda   | …        |  |  |                      |  |  |                        |  |
|                       |         | Arsenda   |          |  |  |                      |  |  |                        |  |

### Fonti primarie
- (LA)  Histoire Générale de Languedoc, tome II.
- (LA)  Annales Bertiniani.
- (LA)  Rerum Gallicarum et Francicarum Scriptores, tomus VIII.
- (LA)  Cartoulaires de l'abbaye de Beaulieu.

### Letteratura storiografica
- René Poupardin, I regni carolingi (840-918), in «Storia del mondo medievale», vol. II, 1979, pp. 583–635.